# Jean-Charles Chedeau
Jean-Charles Chedeau (né le 25 avril 1825 à Issoudun et mort le 11 avril 1906 à Mayenne) est un botaniste français.

## Biographie
Il fit des études dans sa ville natale, étudia la médecine qu'il laissa pour le droit. Il prit une étude d'avoué à Mayenne en 1855 et la garda jusqu'en 1892. À partir de 1884, il est conseiller municipal, adjoint, membre des administrations des Hospices, du bureau de bienfaisance, de la Caisse d'épargne, de l'asile de la Roche-Gandon. Secrétaire, puis président de la Société d'archéologie de la Mayenne, il est l'auteur d'une Communication sur les découvertes de monnaie dans le département de la Mayenne (4 juillet 1878).De 1865 à 1870 il réalise des fouilles sur le site archéologique de Jublains. Il est l'auteur avec Charles-Marie de Sarcus de communications dans les revues archéologiques.
Botaniste, il herborisa dans la région en compagnie de l'abbé Hachet, curé d'Hardanges, puis professeur au Collège de Mayenne ; du docteur Paul-Alphonse Reverchon (1833-1907), du pharmacien Paul Jouannault, et de Julien-Jacques Rousseau. Ses notes ont malheureusement disparu. Son herbier riche en plantes rares, fut cédé à René Courcelle, dentiste à Mayenne. Il est désormais conservé au Musée des Sciences de Laval.

## Source partielle
« Jean-Charles Chedeau », dans Alphonse-Victor Angot et Ferdinand Gaugain, Dictionnaire historique, topographique et biographique de la Mayenne, Laval, A. Goupil, 1900-1910 [détail des éditions] (BNF 34106789, présentation en ligne)